# 789 v.Chr.
Het jaar 789 v.Chr. is een jaartal volgens de christelijke jaartelling. 

## Gebeurtenissen

### Assyrië
- Ninive wordt verwoest.